# بيرت أدينال
ألبرت ويليام أدينال (بالإنجليزية: Bert Addinall)‏، من مواليد 30 يناير 1921، وتوفي في شهر مايو عام 2005 وعمره 84 عاماً، كان لاعب كرة قدم إنجليزي محترف، وكان يلعب مركز وسط مهاجم، ولعب مع عدة أندية، ومنها كريستال بالاس، لم ينضم للمنتخب الإنجليزي طوال حياته.